# أديلا هانت لوغان
أديلا هانت لوغان (بالإنجليزية: Adella Hunt Logan) (ولدت في 10 فبراير 1863- توفيت في 10 ديسمبر 1915) هي أمريكية من أصل أفريقي وكاتبة ومربية ومديرة ومدافعة عن حق النساء في التصويت. ولدت خلال الحرب الأهلية، وحصلت على مؤهلات التدريس من جامعة أتلانتا، وهي كلية للسود تاريخيًا أسستها الجمعية التبشيرية الأمريكية. أصبحت معلمة في معهد توسكيجي وناشطة في التعليم وحق النساء الملونات في التصويت. كجزء من دفاعها، نشرت مقالات في بعض من أكثر مجلات السود الدورية شهرة في زمنها.

## حياتها الباكرة وتعليمها
ولدت أديلا هانت عام 1863 في سبارتا، جورجيا للأبوين ماريا هانت، امرأة ملونة حرة، وهنري هانت، مالك مزرعة. كانت الرابعة من بين ثمانية أطفال. وفر لها والدها تعليمًا في أكاديمية باس، وأصبحت مؤهلة لتكون مدرسة في سن 16. حصلت هانت على منحة دراسية في جامعة أتلانتا في أتلانتا، جورجيا، التي أسستها الجمعية التبشيرية الأمريكية بعد الحرب الأهلية. هناك التحقت بالكلية العليا العادية، حيث حصلت على تعليم في مجال التربية وتخرجت في عام 1881 بعد إكمال البرنامج الذي استغرق عامين. قضت هانت عامين في التدريس في ألباني بجورجيا في مدرسة ابتدائية تابعة للجمعية التبشيرية الأمريكية.
في عام 1883، عُرضت على هانت مناصب تدريس في كل من جامعة أتلانتا ومعهد توسكيجي الذي أسسه بوكر تي واشنطن. قبلت العرض في توسكيجي وكوّنت صداقة وثيقة مع واشنطن. في توسكيجي، درّست هانت اللغة الإنجليزية وموضوعات أخرى في العلوم الإنسانية والاجتماعية. عملت كأول أمين مكتبة في المدرسة وشغلت منصب «مديرة مدرسة» لفترة وجيزة.

## عائلة لوغان
في عام 1888، تزوجت من وارن لوغان، أستاذ زميل في جامعة توسكيجي. كان من عرق مختلط، وولد عبدًا في فيرجينيا. حصل على تعليمه بعد التحرر وبدأ بالتدريس قبل هانت بعدة سنوات. في توسكيجي، أصبح لوغان أيضًا صديقًا لبوكر تي واشنطن، وشغل منصب أمين صندوق المعهد. بين عامي 1890 و1909، أنجب الزوجان تسعة أطفال، نجا ستة منهم ووصلوا سن البلوغ. شجعوهم على الحصول على التعليم. أسس الزوجان لوغان عائلة نال أحفادها تعليمًا وحصلوا على وظائف مهنية ناجحة.
أصبح ابنهما الأصغر جراحًا في مدينة نيويورك. من بين أبنائه المؤرخة أديل لوغان ألكسندر، التي نالت الدكتوراه، وعملت أستاذة في جامعة جورج واشنطن قبل التقاعد، وكتبت عن التاريخ الأمريكي الأفريقي.

## وفاتها وإرثها
في سبتمبر 1915، بعد ظهور مشاكل في زواجها وانتكاسات في حركة الاقتراع، عانت هانت لوغان من انهيار عاطفي. كانت ملتزمة بمصحة في ميشيغان تخضع فيها للعلاج. بعد وفاة صديقها المقرب بوكر تي واشنطن في نوفمبر 1915، زادت حدة الاكتئاب الذي عانت هانت لوغان منه. في 10 ديسمبر 1915، انتحرت بالقفز من الطابق العلوي لمبنى في حرم توسكيجي.
بعد خمس سنوات من وفاتها، أقرت الولايات المتحدة التعديل التاسع عشر، الذي يضمن للمرأة حق التصويت، وجرى العمل به عام 1920. ناضلت هانت لوغان من أجل هذا الحق لسنوات عديدة. اليوم تُدرس سيرتها في المدارس بسبب تأثيرها، خاصةً بصفتها مدافعة عن حق المرأة في التصويت والنساء الملونات.